# Re:Contact
『Re:Contact』（リ・コンタクト）は、茅原実里のミニアルバム。2021年11月18日にLantisから発売された。

## 概要
茅原実里の2021年いっぱいでの音楽活動休止前最後の音楽作品として、2021年8月開催のコンサート「SUMMER CHAMPION 2021 〜Minori Chihara Final Summer Live〜」にて発売を発表。当初音楽活動休止に際しては休止前に音楽作品を制作しない予定としていたが、ファンからのメッセージもあり「未来のみんなの背中を押せる作品を最後にプレゼントしたい」という思いから本作の制作に踏み切ることとなった。
アルバム名並びにジャケットデザインは茅原のランティス移籍後最初のアルバム「Contact」と繋がる形で、また音楽活動休止後に「新しい世界へコンタクトする」といった意味を込めたものとし、収録曲は茅原と関係の深い作家が参加し「Contact」のイメージを織り交ぜつつ各作家に任せる形とした。またジャケット写真で手に持ったグラジオラスの花は「愛」の意味を持ち、これまでに受け取った沢山の愛を抱えながら今後も前向きに進むことを意味した。

## 収録曲
CD
1. Re:Contact
作詞：畑亜貴、作曲・編曲：菊田大介
打ち込みとストリングスが絡み合う曲調で、過去の菊田が作曲した茅原楽曲のモチーフを散りばめた形とし歌詞は何があっても前に進む思いを込めた物とした[4]。
2. a・b・y
作詞：奥井雅美、作曲：俊龍、編曲：藤田淳平
曲名は「贖罪」を意味し、アップテンポでドラマチックなデジタルサウンドや情熱的で切ないメロディに、茅原やファンの思いと奥井自身の気持ちを合わせた歌詞を合わせた[4]。
3. FEEL YOUR FLAG
作詞：松井洋平、作曲：藤末樹、編曲：藤末樹・XELIK
ファンが茅原の船出を応援し見送るイメージを込めた希望的なメッセージソング[4]。歌詞には茅原の過去のアルバムタイトルが散りばめられ[4]、終盤には「KEY FOR LIFE」のメロディの一部も組み込まれた[5]。またサビには旗を使った振り付けを設けており、12月7日に教則動画がランティス公式Youtubeチャンネルで公開された[6]。
4. いつだって青空
作詞：こだまさおり、作曲・編曲：黒須克彦
「みんなの心をひとつに束ねてくれる幸せな曲」のイメージで、温もりを感じるバンドサウンドなミディアムチューンで前向きな歌詞とした[4]。
5. Sing
作詞：茅原実里、作曲・編曲：須藤賢一
河口湖ステラシアターでのコンサートを終えた後に書いた[5]、茅原のファンへ向けての思いを描いた温かなピアノバラード[4]。

初回特典Blu-ray
- Message05
  - 河口湖コンサート「SUMMER CHAMPION 2021」・本アルバムの制作に密着したドキュメンタリー。河口湖円形ホールにてインタビューパート、須藤賢一との「Sing」スタジオセッション映像を収録した。

1. オープニング
2. インタビュー「2021年どんな時間を過ごしてきましたか?」
3. 2021.04 SUMMER CHAMPION 2021ミーティング
4. インタビュー 活動休止への思い
5. SUMMER CHAMPIONミーティング
6. インタビュー アルバム制作への思い
7. インタビュー「新しいアルバムのタイトルは?」
8. 2021.05 SUMMER CHAMPION 2021セットリストミーティング
9. 2021.05 Album「Re:Contact」楽曲ミーティング 茅原・斎藤滋・菊田大介
10. Re:Contact楽曲ミーティング 茅原・斎藤・黒須克彦
11. SUMMER CHAMPION 2021パンフレット撮影
12. Re:Contact楽曲ミーティング 茅原・斎藤・俊龍
13. Re:Contact楽曲ミーティング 茅原・斎藤・須藤賢一、インタビュー 須藤への思い
14. SUMMER CHAMPION 2021個人リハーサル
15. Re:Contact作詞ミーティング 茅原・斎藤・こだまさおり、インタビュー こだまへの思い
16. Re:Contact作詞ミーティング 茅原・斎藤・奥井雅美、インタビュー 奥井への思い
17. Re:Contact作詞ミーティング 茅原・斎藤・松井洋平、インタビュー 松井への思い
18. オフショット SUMMER CHAMPION本番まであと約1ヶ月
19. 2021.07 SUMMER CHAMPION 2021スタッフミーティング
20. 2021.07 SUMMER CHAMPION 2021リハーサル初日
21. インタビュー 河口湖ライブへの思い
22. 2021.07 SUMMER CHAMPION 2021 音楽熱想 収録風景
23. 2021.07 SUMMER CHAMPION 2021リハーサル
24. 2021.08 SUMMER CHAMPION 2021最終リハーサル
25. インタビュー 最終リハーサル後の感想
26. 2021.08.06 SUMMER CHAMPION 2021本番前日
27. 2021.08.06 SUMMER CHAMPION 2021現地リハーサル
28. インタビュー SUMMER CHAMPION本番前日の思い
29. 2021.08.07 SUMMER CHAMPION 2021 Day1
30. 2021.08.08 SUMMER CHAMPION 2021 Day2
31. CMB感想インタビュー
32. インタビュー「どんな歌詞を書きたいですか?」
33. 河口湖ステラシアター楽屋 須藤賢一との楽曲制作打ち合わせ
34. Re:Contact菊田大介・畑亜貴楽曲 初聞き時オフショット、インタビュー 畑への思い
35. 2021.08「Re:Contact」レコーディング
36. 作詞時オフショット
37. インタビュー 自身作詞曲への思い、メロディ初聞き時
38. 自身作詞曲初聞き後感想、茅原インタビュー 須藤への思い
39. 須藤賢一インタビュー
40. 2021.08「Sing」レコーディング
41. 2021.09「FEEL YOUR FLAG」レコーディング
42. 「いつだって青空」レコーディング
43. インタビュー「レコーディングは残り1曲「Re:Contact」はどんなアルバムになりそうですか?」
44. インタビュー「a・b・y」への思い
45. 「Sing」須藤賢一バックコーラス付き音源初聞き
46. インタビュー「茅原実里にとって「Sing」とは?」、「Sing」バックコーラス付き音源初聞き後感想
47. インタビュー「「歌」への思いは変わりましたか?」
48. 河口湖円形ホール「Sing」スタジオセッション
49. インタビュー「これから歌は?」
50. スタッフロール

## クレジット
| Performed by 茅原実里    | Performed by 茅原実里                                                  |
| ------------------------ | ---------------------------------------------------------------------- |
| Producer                 | 鈴木めぐみ（BANDAI NAMCO Arts）                                        |
| Sound Producer           | 斎藤滋（Heart Company）                                                |
| A&R                      | 笹原崇寛(BANDAI NAMCO Arts)                                            |
| Artist Management        | 宍戸菜穂（HoriPro Interenational）                                     |
| Mix & Recording Engineer | 淺野浩伸（Redefine）                                                   |
| Vocal Recording Engineer | 南前修司（Redefine）                                                   |
| Recording Studio         | studio Magic Garden、Sound City、SPLASH SOUND STUDIO、WONDERHOLIC LAB. |
| Product Coordination     | タノウエマモル（Heart Company）                                        |
| Music Production         | Heart Company                                                          |
| Mastering engineer       | 袴田剛史（FLAIR）                                                      |
| Mastering at             | VICTOR STUDIO                                                          |
| Art Direction & Design   | 大浦祐介（UNITEGRAPHICA）                                              |
| Design                   | 佐野夏記（UNITEGRAPHICA）                                              |
| Photographer             | 宮脇進（Progress M）                                                   |
| Stylist                  | 石川香代子                                                             |
| Hair & Make-up           | 清水恵美子（maroonbrand）                                              |
| Creative Producer        | 家城賢太郎(BANDAI NAMCO Arts)                                          |
| Creative Director        | 田中裕香子(BANDAI NAMCO Arts)                                          |
| Sales Promotion          | 山本雄介、壁谷瑞羽、小椋裕也（BANDAI NAMCO Arts）                      |
| Promotion Producer       | 向後友紀子、後藤高明（BANDAI NAMCO Arts）                              |
| Promotion                | 野村あいり、横江史成、岡田百花、中邨剛也（BANDAI NAMCO Arts）          |
| Desk                     | 渡邉真弥（BANDAI NAMCO Arts）                                          |
| General Producer         | 金成雄文（HoriPro International）                                      |
| Supervisor               | 櫻井優香（BANDAI NAMCO Arts）、矢田部行傭（HoriPro International）     |
| Special Thanks           | ARIA entertainment、FIREWORKS、METRO FORTE、Peak A Soul+               |
| Very Special Thanks      | M-Smile、All Fans                                                      |

楽曲クレジット
1. Re:Contact - Guitar：馬場一人、Stirngs：真部裕ストリングス
2. a・b・y - Guitar：神田ジョン
3. FELL YOUR FLAG - Guitar：大和
4. いつだって青空 - Guitar：沼能友樹、Bass・Programming：黒須克彦、Keyboards：今井隼、Electronica：XELIK
5. Sing - Piano・Chorus：須藤賢一

Message 05クレジット
- Aki Hata
- Masami Okui
- Saori Kodama
- Yohei Matsui
- Daisuke Kikuta
- Katsuhiko Kurosu
- Kenichi Sudo
- Miki Fujisue
- Shunryu
- CMB
  - Bass：Shinichirou Iwakiri
  - Guitar：Kazuto Baba
  - Drums：Yasuhiko GUNTA Iwata
  - Bandmaster/Keyboard：Kenichi Sudo
- Special Thanks
  - Yasuhiro Himeno
  - Toji Nozawa
- 「Sing -Studio Session-」
  - Camera：Kiyoshi Maki、Koichiro Tsunehara
  - Lighting Director：Takashi Saito
  - Recording Engineer：Hironobu Asano、Shuji Minamimae
  - Hair&Make-up：Emiko Shimizu
- Movie Producer：JAMBOi
- Making Director：Yumiko Kojima
- Sound Producer：Shigeru Saito
- Management：Naho Shishido
- A&R：Takahiro Sasahara
- Producer：Megumi Suzuki
- Directed by：Koji popolo Fujita
- Minori Chihara